# MRTラジオパワープレイ 音楽魂
『MRTラジオパワープレイ 音楽魂』（MRTラジオパワープレイ おんがくだましい）は、2011年4月から宮崎放送運営のMRTラジオで放送されているヘヴィー・ローテーション番組である。

## 内容
宮崎放送が選んだ曲を5分枠で流す音楽番組。1か月ごとに流す曲のジャンルが変わる。

## 放送時間
記載のないものは単独番組。

### 平日
- 5:55 『Brand-New Morning』内
- 11:25
- 13:50 『GO!GO!ワイド』内

### 土曜
- 6:15
- 14:30 『超☆ドッキングラジオ』内

### 日曜
- 5:25
- 6:15
- 12:50 『濱田あきらのkira☆kiraゼミナール』内
- 13:50 上記番組内

## 過去の放送時間
- 月曜 21:45
- 平日 11:20 『MRTスーパーワイドバリッと朝』内
- 日曜 23:55